# The Nautilus
The Nautilus es una revista de malacología arbitrada fundada en 1886 y publicada actualmente por el Bailey-Matthews Shell Museum Florida – Estados Unidos. Incluye en sus páginas artículos de biología, ecología y sistemática de los moluscos
Los dos primeros volúmenes fueron publicados por el  comerciante de conchas William D. Averell (1853-1928) bajo el nombre de The Conchologists’ Exchange De 1958 a 1972, se le agregaba al título de El Nautilus el subtítulo de "El Pilsbry  de aparición trimestral  y dedicada a los intereses de conquiliólogos
Desde 1999, su publicación es patrocinada en parte por la división de Asuntos Culturales de La  Florida y el National Endowment for the Arts since 2002.

## Resúmenes e indexado
La revista es resumida e indexada por: Aquatic Sciences and Fisheries Abstracts, Biological Abstracts, BIOSIS Previews, Current Contents, Science Citation Index, and The Zoological Record. De acuerdo a Journal Citation Reports  el impacto Nautilus en el 2009 fue 0.500

## Editores

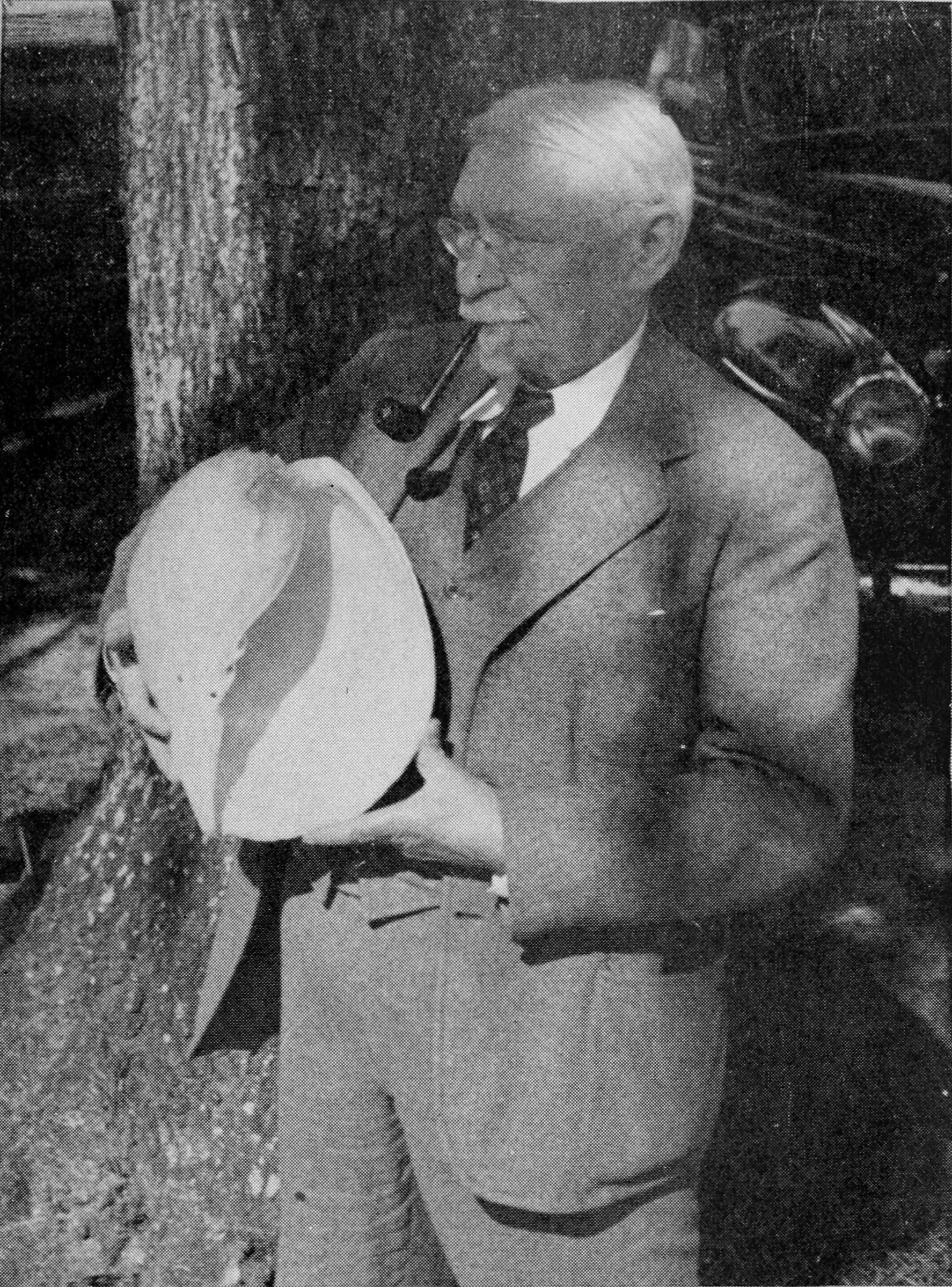
Henry Augustus Pilsbry (1862-1957), editor desde 1889-1957

Los editores del Nautilus han sido destacados malacólogos:
- William D. Averell (1853-1928).  editor y administrador desde 1886-1889[2]
- Charles Willison Johnson (1863-1932), administrador desde 1890-1932[2]
- Henry Augustus Pilsbry (1862-1957), editor desde 1889-1957[2]
- Horace Burrington Baker (1889-1971), administrador en 1932 y editor desde 1958-1968[2]
- Charles B. Wurtz (1916-1982), editor en 1958[2]
- Robert Tucker Abbott (1919-1995), editor desde 1968-1985[2]
- Myroslaw George Harasewych (1949-****) editor desde 1985-1998[2]